# William McNaught (Glasgow)
William McNaught (27 de mayo de 1813 - 8 de enero de 1881) fue un ingeniero escocés radicado en Glasgow, que en 1845 patentó una máquina de vapor compuesta, con la particularidad de que permitía adaptar los antiguos motores de balancín de Boulton & Watt.

## Familia
William McNaught nació el 27 de mayo de 1813 en Paisley, Renfrewshire, Escocia, hijo de John McNaught, inventor del conocido como diagrama indicador de McNaught, una gráfica que permite estudiar el funcionamiento de una máquina de vapor. 

## Construcción del motor
McNaught patentó su máquina de vapor compuesta en 1845 (Patente no. 11001), y se mudó a Mánchester en 1849. 
William McNaught & Son regentaron un taller situado en Robertson Street, negocio en el que se denominaron "fabricantes de indicadores de motores de vapor, medidores de vapor, etc." con sede en el 12 de Hampden Terrace, Glasgow, al menos hasta 1895.
MacNaught murió en Chorlton upon Medlock, Mánchester, el 8 de enero de 1881, dejando dos hijos que continuaron el negocio. Fue enterrado en Glasgow.

## Motores de balancínMcNaughteados
Un motor de balancín podía funcionar a una presión de 5 psi (34 kPa), utilizando un cilindro de baja presión alimentado mediante el vapor generado por calderas diseñadas hacia 1840, pero cuando era McNaughteado, el nuevo cilindro de alta presión podía funcionar a más de 60 psi (410 kPa), que la entonces nueva caldera Lancashire era capaz de producir. Además, se redujo sustancialmente la tensión en el centro del balancín, al igual que la tensión en el pasador del cigüeñal, que se reducía ligeramente. Esto fue importante para prevenir la rotura del balancín.
Muchos fabricantes de motores McNaughteados utilizaron motores de balancín existentes, incluido su homónimo William McNaught de Rochdale, ya que las ventajas termodinámicas (y de eficiencia de combustible) del vapor a alta presión estaban comenzando a entenderse.
El Museo del Vapor de Bolton muestra un motor de balancín McNaughteado, el motor del molino Cellars Clough transformado por Woodhouse y Mitchell de Brighouse en 1909. 